# Queensland
Queensland (viết tắt QLD) là tiểu bang có diện tích lớn thứ nhì và đông dân thứ ba tại Úc. Queensland là thực thể dưới quốc gia có diện tích lớn thứ sáu trên thế giới, với diện tích 1.852.642 km², lớn hơn gần 15 quốc gia. Do diện tích rộng lớn, đặc điểm địa lí và tự nhiên của Queensland rất đa dạng, bao gồm rừng mưa nhiệt đới, sông, các rạn san hô, cũng như sa mạc và bán hoang mạc ở vùng cận khô (semi-arid) và vùng khí hậu sa mạc trong nội địa.

## Địa lý
Tiểu bang này nằm tại phía đông bắc của lục địa Úc, có vị trí địa lý:
- Phía đông giáp biển San Hô thuộc Thái Bình Dương
- Phía tây giáp Lãnh thổ Phương Bắc và vịnh Carpentaria
- Phía nam giáp bang New South Wales
- Phía tây nam giáp bang Nam Úc
- Phía bắc giáp eo biển Torres, đối diện qua eo biển là Papua New Guinea

Queensland có dân số là hơn 5,3 triệu, tập trung dọc bờ biển và đặc biệt là tại phần đông nam của tiểu bang. Thủ phủ và thành phố lớn nhất tiểu bang là Brisbane, đây cũng là thành phố đông dân thứ ba tại Úc. Mười trong số các thành phố lớn nhất của Úc nằm ở Queensland, với các thành phố lớn nhất ngoài Brisbane là Gold Coast, Sunshine Coast, Townsville, Cairns, Ipswich, và Toowoomba. Tiểu bang có sự đa văn hóa với 28,9% là người nhập cư.
Các cư dân ban đầu tại Queensland là người Úc Nguyên trú, với dân đảo Eo biển Torres sống trên các đảo của Eo biển Torres. Willem Janszoon, nhà hàng hải người Hà Lan và là người Châu Âu đầu tiên đặt chân lên Úc, đã thám hiểm vùng vịnh phía đông của Bán đảo Cape York năm 1606. Năm 1770, James Cook yêu sách duyên hải phía đông của Úc cho Anh. Năm 1788, Arthur Phillip thành lập thuộc địa New South Wales, đương thời bao gồm cả khu vực nay là Queensland. Queensland được thám hiểm trong các thập niên kế tiếp cho đến khi John Oxley thiết lập Thuộc địa Hình sự Moreton Bay tại Brisbane vào năm 1824. 
Phần lớn nền kinh tế của thuộc địa Queensland được vận hành bởi các nô lệ từ các đảo ở Biển Nam trong khi hàng nghìn người dân bản địa bị sát hại trong các cuộc chiến tranh để mở rộng thuộc địa. Vận chuyển tù nhân ngưng lại vào năm 1839 và khu định cư tự do được cho phép từ năm 1842.
Vào ngày 6 tháng 6 năm 1859 (hiện tại là ngày Queensland), Nữ vương Victoria kí vào văn bản thành lập thuộc địa Queensland, tách khu vực này khỏi New South Wales và biến Queensland trở thành một thuộc địa vương thất tự trị với một chính phủ riêng. Queensland là một trong sáu thuộc địa mà sau này trở thành các tiểu bang nền móng của Úc với sự liên bang hóa Úc vào ngày 1 tháng 1 năm 1901. Kể từ thời kì Bjelke-Petersen cuối thế kỉ XX, Queensland đã tiếp nhận một lượng lớn người di cư từ các tiểu bang và vùng lãnh thổ khác của Úc và hiện tại vẫn đang là một địa điểm phổ biến cho người di cư giữa các bang.
Queensland có nền kinh tế lớn thứ ba toàn quốc, với thế mạnh về khai thác khoáng sản, nông nghiệp, vận tải, giáo dục quốc tế, bảo hiểm và ngân hàng. Queensland được gọi là "Tiểu bang ánh nắng" do khí hậu nhiệt đới và cận nhiệt đới. Đặc điểm này cùng Rạn san hô Great Barrier và vô số bãi biển đã tạo điều kiện cho du lịch phát triển, đóng góp một phần quan trọng cho nền kinh tế địa phương.

## Lịch sử

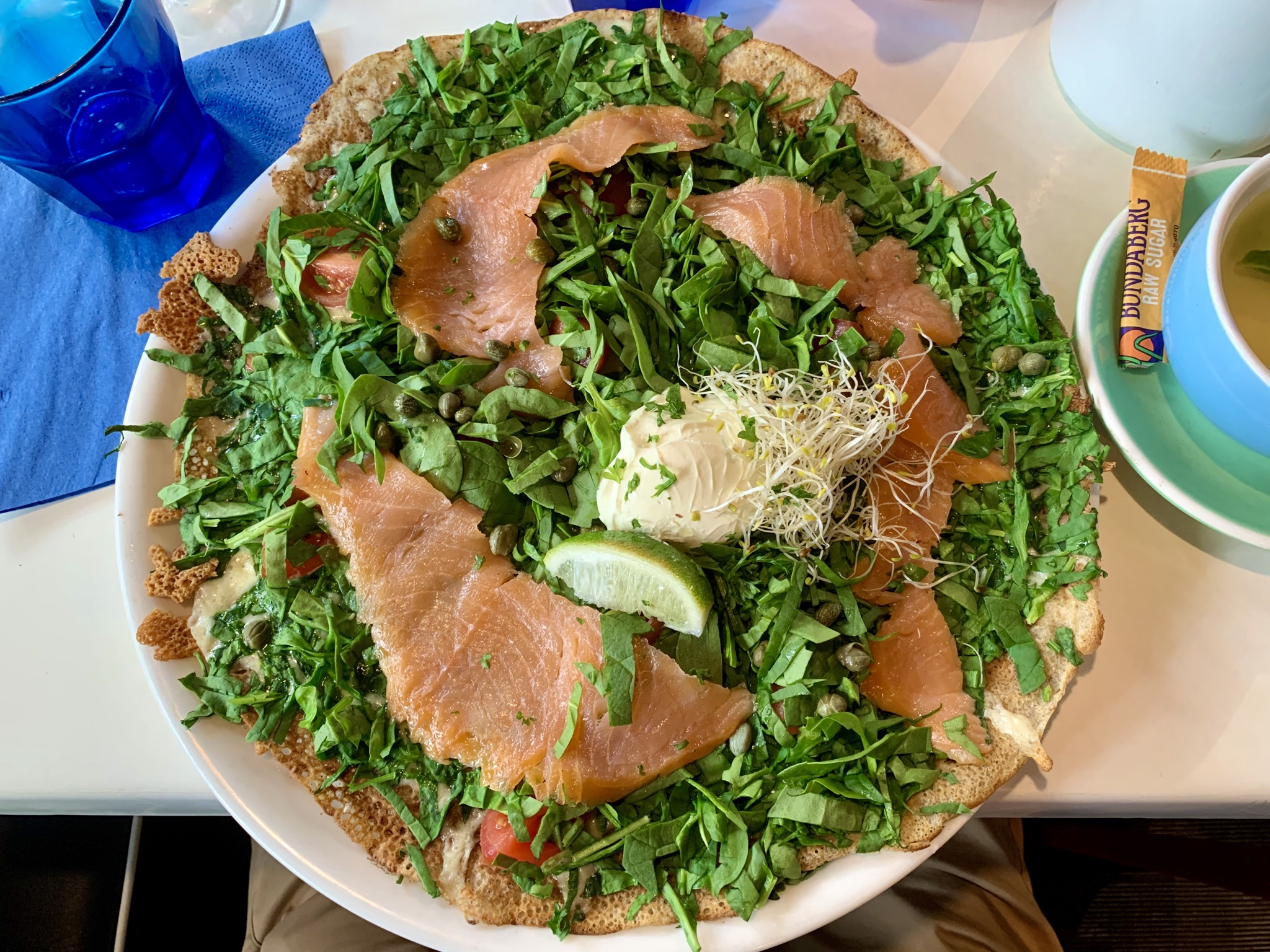
Một bữa ăn ở Queensland

Người Nguyên trú chiếm giữ Queensland có lẽ từ trước 50.000 TCN, có vẻ là bằng thuyền hoặc qua cầu lục địa qua eo biển Torres, và phân chia thành 90 nhóm ngôn ngữ khác nhau. Vào kỷ băng hà cuối cùng, cảnh quan Queensland trở nên khô cằn hơn và phần lớn là tan hoang, khiến thực phẩm và các vật phẩm khác khan hiếm. Điều này dẫn đến kỹ thuật nghiền hạt đầu tiên trên thế giới. Khí hậu ấm trở lại khiến khu vực dễ sống hơn, các cơn mưa lớn dọc theo duyên hải phía đông kích thích sự phát triển của các rừng mưa nhiệt đới trong bang.
Tháng 2 năm 1606, nhà hàng hải người Hà Lan Willem Janszoon đổ bộ gần nơi mà nay là Weipa, trên bờ phía tây của mũi York. Đây là cuộc đổ bộ được ghi nhận sớm nhất của một người châu Âu tại Úc, và cũng đánh dấu tiếp xúc đầu tiên ghi nhận được giữa người châu Âu và người Úc Nguyên trú. Các nhà thám hiểm người Pháp và Bồ Đào Nha cũng khám phá khu vực trước khi James Cook đến vào năm 1770. Cook yêu sách duyên hải phía đông của lục địa theo chỉ thị từ Quốc vương George III của Anh vào ngày 22 tháng 8 năm 1770 tại đảo Possession, đặt tên là Đông Australia, bao gồm Queensland, 'New South Wales'.
Dân số người Úc Nguyên trú tại Queensland suy giảm đáng kể khi các nhà thám hiểm người châu Âu đem theo bệnh đậu mùa đến các khu vực phía đông của Úc vào cuối thế kỷ 18.
Năm 1823, một nhà thám hiểm người Anh tên là John Oxley đi thuyền về phía bắc từ Sydney ngày nay để khảo sát các địa điểm có thể thiết lập thuộc địa hình sự tại Gladstone và vịnh Moreton. Tại vịnh Moreton, ông tìm ra sông Brisbane. Ông trở lại vào năm 1824 và thiết lập một khu định cư tại nơi mà nay là Redcliffe. Khu định cư này sau chuyển đến địa điểm mà nay là trung tâm thành phố Brisbane. Edmund Lockyer khám phá than đá trồi lên dọc theo bờ thượng du sông Brisbane vào năm 1825. Năm 1839, vận chuyển tù nhân ngưng lại, đỉnh điểm là đóng cửa khu định cư hình sự Brisbane. Năm 1842, khu định cư tự do được cấp phép. Năm 1847, cảng Maryborough được mở cửa với vai trò là một cảng len. Tàu nhập cư tự do đầu tiên đến vịnh Moreton là Artemisia vào năm 1848. Năm 1857, hải đăng đầu tiên của Queensland được xây tại mũi Moreton.
Một cuộc chiến bùng phát giữa người Nguyên trú và di dân châu Âu tại Queensland thời thuộc địa. Chiến tranh Biên giới đáng chú ý do là chiến tranh đẫm máu nhất tại Úc, có lẽ là do dân số người bản địa trước khi tiếp xúc tại Queensland đông hơn so với các thuộc địa Úc khác. Khoảng 1.500 người châu Âu cùng các đồng minh của họ (gồm các phụ tá người Hoa, người Nguyên trú và người Melanesia), bị giết trong các xung đột biên giới trong thế kỷ 19. Thương vong của dân Nguyên trú có thể vượt 30.000. "Lực lượng cảnh sát bản địa" do Chính phủ Queensland tuyển dụng đóng vai trò then chốt trong đàn áp người bản địa.
Một hội nghị công cộng được tổ chức vào năm 1851 để nhận định về đề xuất tách Queensland khỏi New South Wales. Ngày 6 tháng 6 năm 1859, Nữ vương Victoria ký văn kiện hình thành thuộc địa riêng mà nay là Queensland, thủ đô là Brisbane. Ngày 10 tháng 12 năm 1859, tác gia người Anh George Bowen đọc tuyên bố mà theo đó Queensland chính thức tác khỏi New South Wales. Bowen trở thành thống đốc đầu tiên của Queensland. Ngày 22 tháng 4 năm 1860, cuộc bầu cử đầu tiên tại Queensland được tổ chức và Robert Herbert được bổ nhiệm làm thủ tướng của Queensland. Queensland cũng trở thành thuộc dịa Úc đầu tiên thiết lập nghị viện riêng thay vì dành thời gian làm thuộc địa vương thất. Năm 1865, đường xe lửa đầu tiên trong bang khánh thành giữa Ipswich và Grandchester.
Kinh tế Queensland mở rộng nhanh chóng vào năm 1867 sau khi James Nash phát hiện được vàng tại sông Mary gần thị trấn Gympie, làm dấy lên một phong trào tìm vàng. Mặc dù vẫn đáng kể, song quy mô phong trào tìm vàng này nhỏ hơn nhiều so với tại Victoria và New South Wales. Trong thời kỳ từ thập niên 1860 đến đầu thế kỷ, nhiều người lao động mà đương thời được gọi là Kanaka được đưa đến Queensland từ các đảo Thái Bình Dương lân cận để làm việc trong các ruộng mía tại thuộc địa. Một số người trong đó bị bắt cóc, và điều kiện làm việc của họ chung quy là lao công giao kèo hoặc thậm chí là nô lệ. Khi liên bang hóa Úc vào năm 1901, chính sách Úc Da trắng đã có hiệu lực, theo đó tất cả lao công ngoại quốc tại Úc bị trục xuất theo Đạo luật Người lao động đảo Thái Bình Dương 1901, khiến dân số người đảo Thái Bình Dương trong bang giảm nhanh chóng.
Ngày 1 tháng 1 năm 1901, Úc được liên bang hóa sau một tuyên bố của Nữ vương Victoria. Trong thời gian này, dân số Queensland là nửa triệu người. Brisbane được tuyên bố là một thành phố vào năm 1902. Năm 1905, phụ nữ lần đầu được đi bầu trong tuyển cử cấp bang, và Đại học Queensland được thành lập vào năm 1909. Hàng hàng không Qantas được thành lập vào năm 1920 để phục vụ Queensland.
Năm 1922, Queensland bãi bỏ thượng viện, trở thành bang đơn viện duy nhất tại Úc. Năm 1935, cóc mía được chủ động đưa từ Hawaii đến Queensland trong một nỗ lực thiếu suy nghĩ và bất thành nhằm giảm số lượng bọ mía Pháp và bọ mía Greyback đang tàn phá rễ cây mía, là cây trồng không thể thiếu đối với kinh tế Queensland.
Sau khi bùng phát chiến tranh với Nhật Bản, Queensland nhanh chóng trở thành một tiền tuyến giả định do lo ngại về một cuộc xâm chiếm. Một số thành phố và địa điểm tại miền bắc Queensland bị người Nhật oanh tạc, gồm đảo Horn, Townsville và Mossman. Lực lượng Úc và Hoa Kỳ tập hợp quy mô lớn tại Queensland, và Tổng Tư lệnh Tối cao của Đồng Minh tại khu vực Tây Nam Thái Bình Dương, Tướng Douglas MacArthur, lập trụ sở của mình tại Brisbane. Ngày 14 tháng 5 năm 1943, tàu bệnh viện Centaur của Úc bị tàu ngầm Nhật Bản đánh đắm ngoài khơi đảo North Stradbroke.
Đình công đường sắt Queensland 1948 kéo dài trong chín tuần, liên quan đến vấn đề tiền lương. Năm 1952, trạm săn cá voi duy nhất của Queensland mở cửa tại Tangalooma và bị đóng một thập niên sau đó. Đình công thợ xén lông cừu vào năm 1956 kéo dài từ tháng 1 đến tháng 1o0 do tranh chấp về tiền lương. Năm 1962, sản xuất thương mại dầu tại Queensland và Úc bắt đầu tại Moonie. Năm 1968, Joh Bjelke-Petersen được bầu làm thủ tướng, ông giữ vai trò này trong 19 năm. Năm 1969, đường ống khí đốt tự nhiên đầu tiên tại Queensland và Úc liên kết mỏ khí Roma đến Brisbane, bắt đầu hoạt động. Năm 1982, Brisbane tổ chức Đại hội thể thao Thịnh vượng chung. Trong cùng năm, Eddie Mabo bắt đầu tổ tụng lên Tòa án Tối cao để yêu sách quyền sở hữu đất tại Eo biển Torres nhân danh cư dân bản địa, Tòa án Tối cao Úc vào năm 1992 công nhận quyền sở hữu của người bản địa. Triển lãm thế giới năm 88 được tổ chức tại Brisbane vào năm 1988 giúp nâng cao vị thế của Brisbane và Queensland trên thế giới. Trong thập niên 1990, dân số Queensland tăng trưởng nhanh chóng, phần lớn là do nhập cư nội địa do bị thu hút từ kinh tế sôi động và cơ hội mua nhà dễ dàng hơn. Tăng trưởng dân số của Queensland trong thập niên 1990 phần lớn tập trung tại khu vực đông nam.

## Địa lý

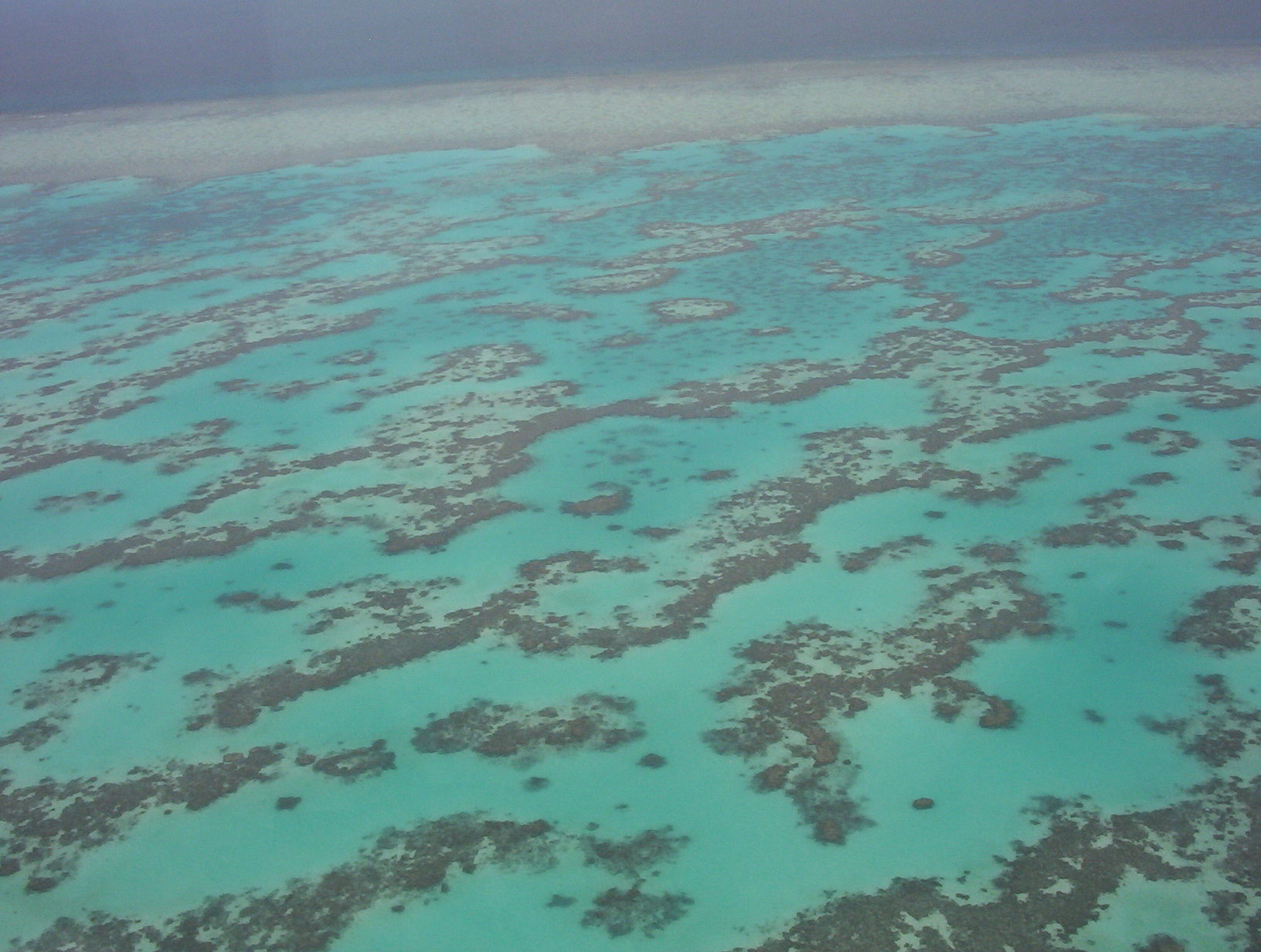
Great Barrier Reef trải dài dọc theo đường bờ biển phía bắc của Queensland.

Queensland giáp với eo biển Torres tại phía bắc, với đảo Boigu ngoài khơi bờ biển New Guinea là lãnh thổ cực bắc. Bán đảo Cape York có hình tam giác với đỉnh hướng về New Guinea, đây là phần cực bắc của phần lãnh thổ đại lục của bang. Từ phía tây của bán đảo này, miền bắc Queensland giáp với vịnh Carpentaria, trong khi biển San Hô giáp với Queensland tại phía đông. Tại phía tây, Queensland giáp với Lãnh thổ phương Bắc theo kinh tuyến 138°Đ, và tại phía tây nam giáp với góc đông bắc của Nam Úc. Tại phía nam, biên giới có ba đoạn: lưu vực từ Point Danger đến sông Dumaresq; đoạn theo các sông Dumaresq, Macintyre và Barwon; và kinh tuyến 29°N.
Thủ phủ của bang là Brisbane, nằm tại ven biển và cách biên giới với New South Wales 100 km theo đường bộ về phía bắc. Queensland được chia thành một số khu vực được công nhận chính thức.
Queensland có nhiều địa điểm có vẻ đẹp tự nhiên, bao gồm Sunshine Coast và Gold Coast, với một số bãi biển nổi tiếng nhất bang; Dãy núi Bunya và dãy Đại Phân Thủy (Great Dividing Range), với nhiều khu vực khám phá, thác nước và dã ngoại; hẻm Carnarvon; Quần đảo Whitsunday; và đảo Hinchinbrook.
Queensland có các di sản thế giới: Các di chỉ hóa thạch thú Úc tại Riversleigh thuộc Gulf Country, các rừng mưa Gondwana của Úc, đảo Fraser, Great Barrier Reef, vườn quốc gia Lamington và Khu vực nhiệt đới ẩm Queensland.

### Khí hậu
Do có kích thước lãnh thổ lớn, khí hậu thay đổi đáng kể giữa các khu vực trong bang. Lượng mưa thấp và mùa hè ẩm nóng là đặc trưng của khu vực nội lục và phía tây, một mùa "mưa" gió mùa tại cực bắc, và điều kiện ấm, ôn hòa dọc theo dải duyên hải. Các khu vực cao tại nội lục đông nam có thể trải qua nhiệt độ dưới điểm đóng băng vào giữa mùa đông. Khí hậu dải duyên hải chịu ảnh hưởng từ nước biển ẩm, giữ khu vực tránh khỏi nhiệt độ cực đoan và cung cấp hơi ẩm cho các cơn mưa.
Thiên tai thường là một mối đe dọa tại Queensland; các xoáy thuận nhiệt đới mạnh có thể tác động đến khu vực duyên hải và gây thiệt hại nặng,. Lụt do các hệ thống mang mưa cũng có thể mãnh liệt và có thể xuất hiện tại bất cứ đâu tại Queensland. Một trong các trận lụt gây tử vong cao nhất và thiệt hại nặng nhất trong lịch sử bang diễn ra vào đầu năm 2011. Hạn hán và cháy rừng cũng có thể xảy ra, tuy nhiên cháy rừng tại Queensland thường ít nghiêm trọng hơn tại các bang phía nam. Vào mùa xuân, các cơn giông mạnh thường tác động đến khu vực đông nam và nội lục của bang, và có thể mang theo gió mạnh, mưa lớn, mưa đá lớn và thậm chí là lốc xoáy.
Queensland có 5 đới khí hậu chủ yếu, dựa trên nhiệt độ và độ ẩm:
- Mùa hè nóng ẩm, mùa đông ấm khô (cực bắc và duyên hải): Cairns, Townsville, Gladstone
- Mùa hè ấm ẩm, mùa đông dịu khô (các khu vực duyên hải cao và duyên hải đông nam): Brisbane, Bundaberg, Rockhampton
- Mùa hè nóng khô, mùa đông dịu khô (trung tây và cực tây): Mt Isa, Emerald, Longreach
- Mùa hè nóng khô, mùa đông mát khô (nam tây): Roma, Charleville, Goondiwindi
- Mùa hè ấm ẩm, mùa đông lạnh khô (các khu vực đông nam cao): Toowoomba, Warwick, Stanthorpe

Tuy nhiên, hầu hết các khu vực dân cư tại Queensland trải qua hai mùa: một thời kỳ "mùa đông" với thiết tiết khá ấm và mưa rất ít, và một thời kỳ mùa hè oi bức, và mưa nhiều hơn.
Duyên hải cực bắc của bang là khu vực ẩm nhất tại Úc, với núi Bellenden Ker ở phía nam của Cairns nắm giữ nhiều kỷ lục về lượng mưa tại Úc với lượng mưa trung bình năm tại đây là trên 8 mét. Queensland hiếm khi có tuyết, song thường có phần đều đặn dọc biên giới cực nam với New South Wales, chủ yếu là tại quận Stanthorpe. Tuyết rơi xa nhất về phía bắc Úc ghi nhận được là xảy ra gần Mackay; tuy nhiên đây là trường hợp đặc biệt.
| Thành phố  | Nhiệt độ tối thiểu | Nhiệt độ tối đa   | Số ngày trời quang | Lượng mưa             |
| ---------- | ------------------ | ----------------- | ------------------ | --------------------- |
| Brisbane   | 15,7 °C (60,3 °F)  | 25,5 °C (77,9 °F) | 113,1              | 1.149,1 mm (45,24 in) |
| Mackay     | 19,0 °C (66,2 °F)  | 26,4 °C (79,5 °F) | 123,0              | 1.570,7 mm (61,84 in) |
| Cairns     | 20,8 °C (69,4 °F)  | 29,0 °C (84,2 °F) | 89,7               | 2.006,3 mm (78,99 in) |
| Townsville | 19,8 °C (67,6 °F)  | 28,9 °C (84,0 °F) | 120,9              | 1.136,7 mm (44,75 in) |

## Nhân khẩu
| Dân số Queensland theo năm | Dân số Queensland theo năm | Dân số Queensland theo năm |
| -------------------------- | -------------------------- | -------------------------- |
| 1901                       | 498.129                    |                            |
| 1954                       | 1.318.259                  |                            |
| 1961                       | 1.518.828                  |                            |
| 1971                       | 1.851.485                  |                            |
| 1981                       | 2.345.208                  |                            |
| 1991                       | 3.029.950                  |                            |
| 2001                       | 3.628.946                  |                            |
| 2011                       | 4.516.200                  |                            |
| 2021                       | 6.553.300                  |                            |
| 2056                       | 10.921.300                 |                            |

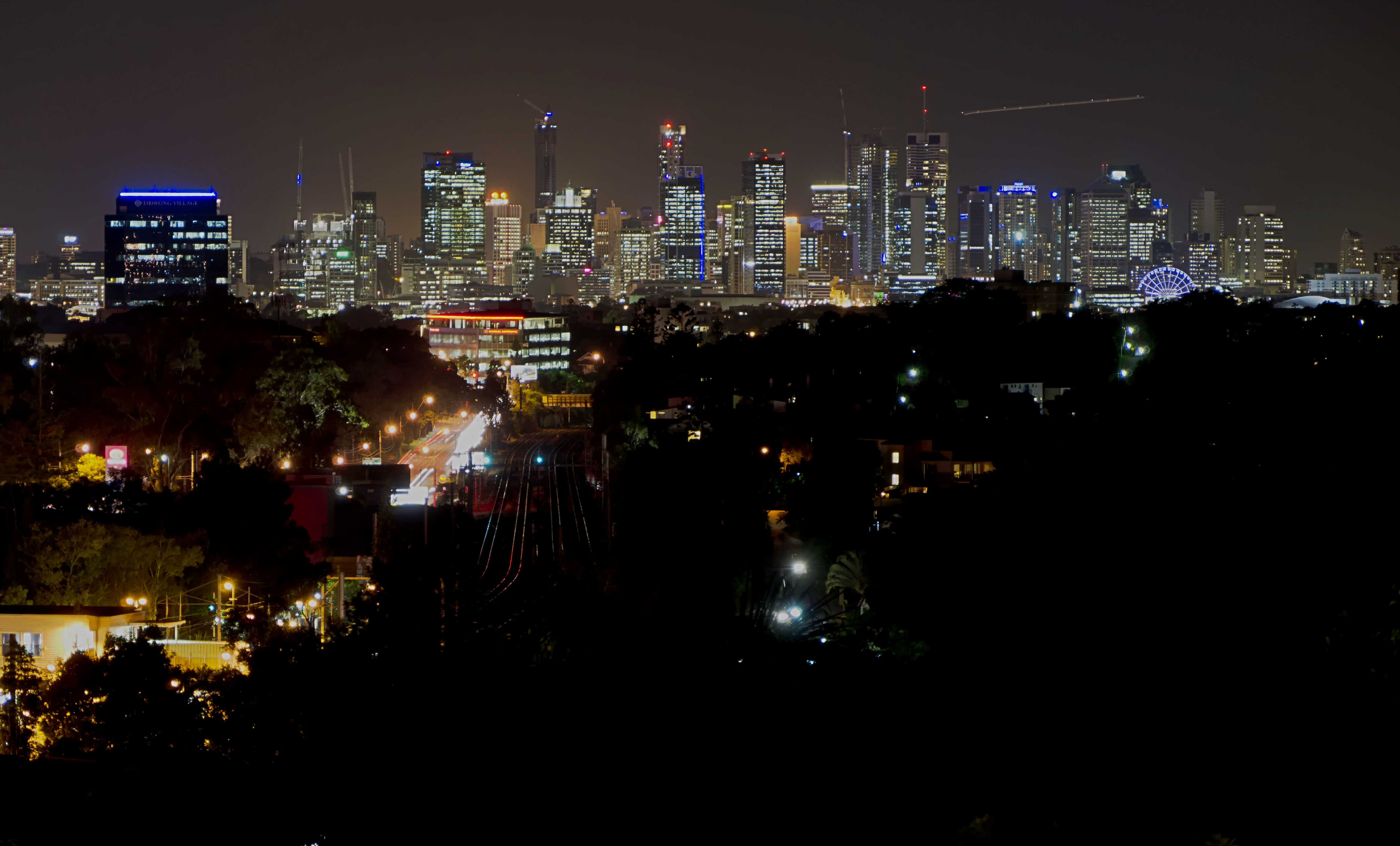
Brisbane là thủ phủ và đô thị lớn nhất tại Queensland.

Queensland có cư dân ít tập trung hóa hơn so với hầu hết các bang khác tại Úc, với 50% cư dân cư trú bên ngoài thủ phủ của bang, và 25% cư trú ngoài khu vực kết tụ đô thị Đông Nam Queensland. Queensland có nhiều thành phố khu vực, đông dân nhất là Gold Coast, Sunshine Coast, Townsville, Cairns, Toowoomba, Mackay, Rockhampton và Bundaberg. Trong nhiều thập niên, Queensland là bang phát triển nhanh nhất tại Úc, trong khi Tây Úc tăng trưởng nhanh hơn trong thập niên 2010. Tại đỉnh cao tăng trưởng vào năm 2007, ước tính có hơn 1.500 người chuyển đến bang mỗi tuần, trong đó 1.000 người chuyển đến khu vực phía nam của bang.
Theo điều tra nhân khẩu năm 2011, thành phần tôn giáo tại Queensland được phân bổ như sau:
Công giáo La Mã: 23,8%
Không tôn giáo: 22,1%
Anh giáo: 18,9%
Giáo hội Liên hiệp: 8,4%
Các giáo hội Trưởng Lão và Cải cách: 3,5%
Các tôn giáo khác: 25,3%

## Kinh tế

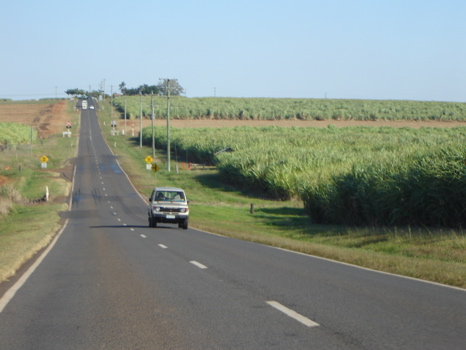
Các ruộng mía tại phía nam của Childers. Khí hậu của Queensland lý tưởng cho việc phát triển cây trồng.

Kinh tế Queensland trải qua bùng nổ trong các lĩnh vực du lịch và khai mỏ trong hai thập niên qua. Một dòng nhập cư khá lớn nội địa và hải ngoại, lượng lớn đầu tư của chính phủ liên bang, gia tăng khai thác các mỏ với trữ lượng khoáng sản lớn, mở rộng ngành không gian vũ trụ góp phần vào tăng trưởng kinh tế của bang. Năm 2008–09, tăng trưởng chỉ còn 0,8%, là thành tích tệ nhất của Queensland trong vòng 18 năm.
Từ năm 1992 đến năm 2002, trăng trưởng tổng sản phẩm cấp bang (GSP) của Queensland cao hơn toàn bộ các bang và lãnh thổ khác. Trong thời kỳ này, GSP của Queensland tăng 5,0% mỗi năm, trong khi tăng trưởng GDP của Úc là 3,9% mỗi năm. Đóng góp của Queensland cho GDP của Úc tăng 10,4% trong giai đoạn này.
Năm 2003, Brisbane có chi phí sinh hoạt thấp nhất trong toàn bộ các thủ đô và thủ phủ của Úc. Vào cuối năm 2005, Brisbane là thủ phủ có giá nhà đắt thứ ba sau Sydney và Canberra và đứng trên Melbourne.
Các ngành thuộc khu vực sơ khai: chuối, dứa, lạc, và nhiều loài rau quả nhiệt đới và ôn đới khác, cây trồng lấy hạt, rượu vang, nuôi bò, bông, mía, len và ngành khai mỏ bauxite, than đá, bạc, chì, kẽm, vàng và đồng. Các ngành thuộc khu vực hai chủ yếu là chế biến sâu hơn các sản phẩm đề cập bên trên. Chẳng hạn, bauxite được chở bằng đường biển từ Weipa và chế biến thành alumina tại Gladstone. Cũng có nhà máy luyện đồng và tinh chế đường dọc duyên hải miền đông. Các ngành chính trong khu vực ba là bán lẻ và du lịch.
Du lịch là ngành dẫn đầu trong khu vực kinh tế thứ ba của Queensland với hàng triệu du khách nội địa và hải ngoại đến mỗi năm. Ngành này tạo ra $4,0 tỷ mỗi năm, đóng góp 4,5% cho GSP của Queensland. Queensland có nhiều cảnh quan từ các khu vực duyên hải nhiệt đới đầy ánh nắng, đến các rừng mưa tươi tốt, các khu vực nội lục khô hạn và dãy núi cao ôn đới.

## Giao thông

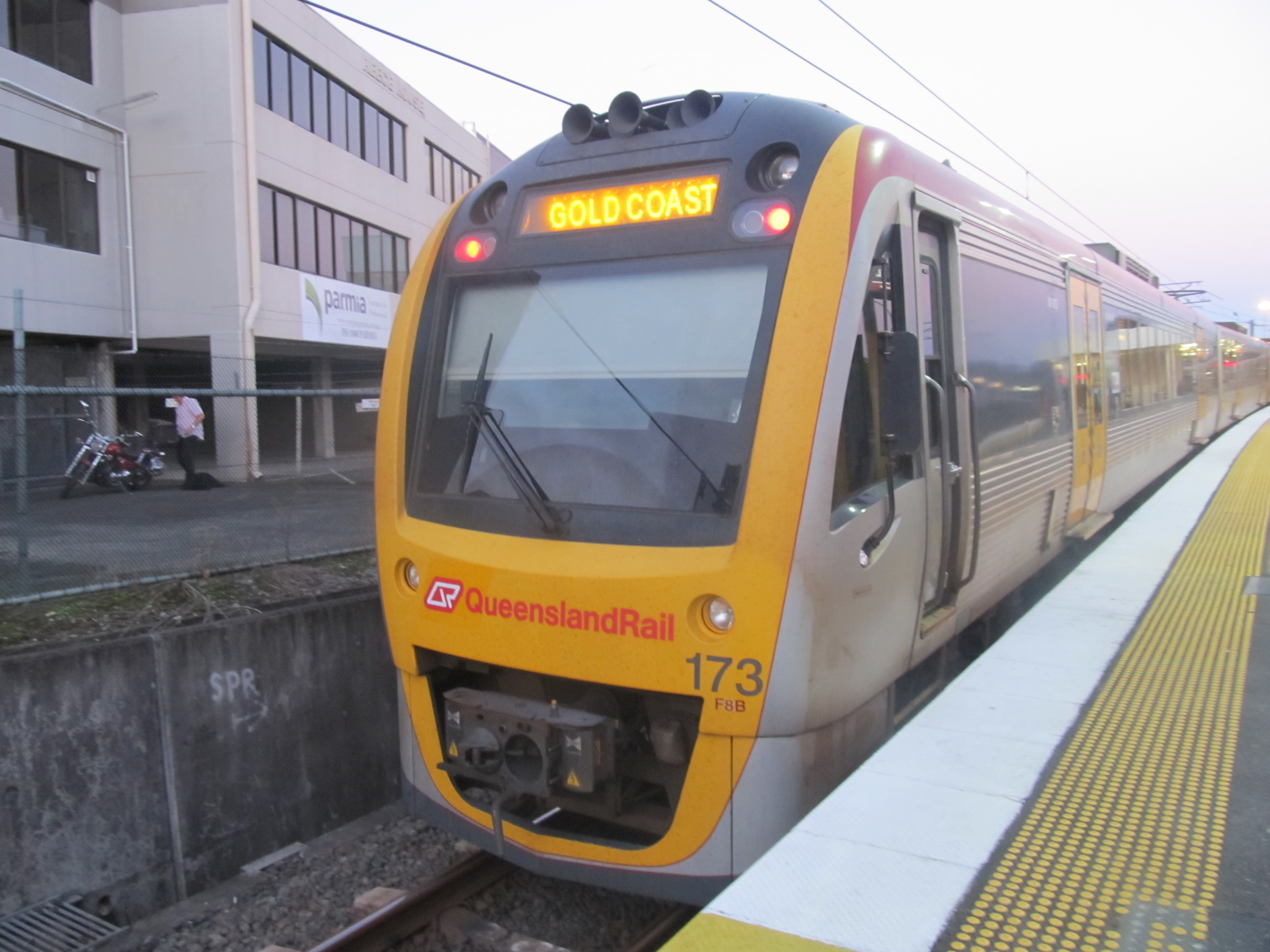
Một tàu thuộc hãng Queensland Rail.

Queensland có một số quốc lộ, và đặc biệt là tại Đông Nam Queensland, có các xa lộ như M1. Bộ Giao thông và Đại lộ giám sát phát triển và hoạt động của các đại lộ và giao thông công cộng, bao gồm taxi và hàng không địa phương.
Dịch vụ đường sắt chủ yếu của Queensland do Queensland Rail và Pacific National cung cấp, chủ yếu hoạt động giữa các đô thị lớn dọch dải duyên hải phía đông của Great Dividing Range.
Các hải cảng chính gồm có cảng Brisbane và các cảng phụ trợ tại Gladstone, Townsville và Bundaberg. Có các cơ sở hạ tầng xuất khẩu than quy mô lớn tại Hay Point / Dalrymple Bay, Gladstone và Abbot Point. Đường là một mặt hàng xuất khẩu chính khác, với hạ tầng tại Lucinda và Mackay.
Sân bay Brisbane là cửa ngõ quốc tế và nội địa chính của bang. Sân bay Gold Coast, sân bay quốc tế Cairns và sân bay Townsville
là các sân bay nổi bật kế tiếp, tất cả đều có các chuyến bay quốc tế theo lịch trình. Các sân bay khu vực khác với các tuyến bay nội địa theo lịch trình là sân bay Great Barrier Reef, sân bay Hervey Bay, sân bay Mackay, sân bay Mount Isa, sân bay Proserpine / Whitsunday Coast, sân bay Rockhampton, và sân bay Sunshine Coast.
Đông Nam Queensland có một hệ thống giao thông công cộng được tích hợp do TransLink Transit Authority điều hành, cung cấp các dịch vụ buýt, đường sắt, đường sắt nhẹ, và phà. Mạng lưới TransLink có một hệ thống tiền vé mà theo đó cho phép sử dụng một vé duy nhất trong toàn bộ loại hình giao thông với giá tương đương bất kể số lần chuyển xe trong hành trình.

## Quản trị
Quyền lực hành pháp được trao cho Thống đốc, người này đại diện và được Nữ vương Úc Elizabeth II bổ nhiệm theo khuyến nghị của Thủ tướng Queensland. Thủ tướng (Premier) là người đứng đầu chính phủ, người này do thống đốc bổ nhiệm song cần phải nhận được sự ủng hộ của Hội nghị Lập pháp. Các bộ trưởng khác hình thành hội đồng hành pháp, họ do thống đốc bổ nhiệm trong số các thành viên của Hội nghị Lập pháp theo tiến cử của thủ tướng.

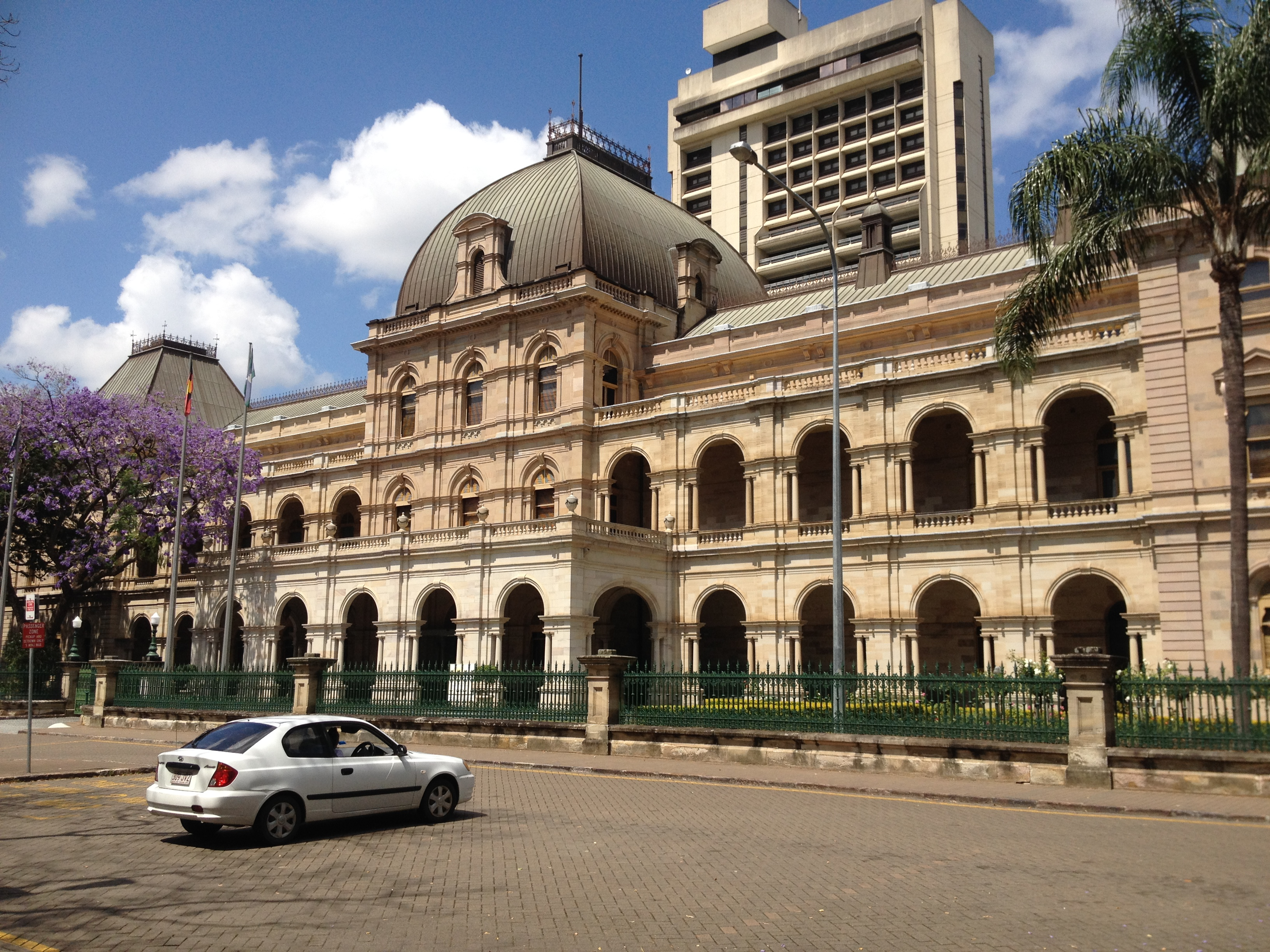
Tòa nhà Nghị viện, Brisbane
(2003)

Nghị viện Queensland hay Hội nghị Lập pháp, là thể chế đơn viện, đây là điều độc nhất trong số các bang của Úc. Một hệ thống lưỡng viện tồn tại cho đến năm 1922, khi nó bị các thành viên Công đảng trong Hội đồng Lập pháp tự bãi bỏ. Chính trị Queensland theo truyền thống được nhận định là bảo thủ so với các bang khác.
Hệ thống tư pháp của Queensland gồm Tòa án Tối cao và Tòa án khu vực, chúng được lập theo Hiến pháp Queensland, các tòa án khác được lập theo các đạo luật thông thường của Nghị viện Queensland.
Năm 2001, Queensland thông qua một hiến pháp thành văn, có hiệu lực từ 6 tháng 6 năm 2002.
Chính quyền địa phương quản lý công việc của mình theo phạm vi của Đạo luật chính quyền địa phương 1993–2007. Queensland được chia thành 73 khu vực chính quyền địa phương, có thể gọi là thành phố, thị trấn, huyện hay khu vực. Mỗi khu vực có một hội đồng chịu trách nhiệm về một loạt các dịch vụ công và tiện ích, và lấy thu nhập từ thuế của cư dân và trợ cấp từ chính phủ cấp bang và liên bang.

## Đại học

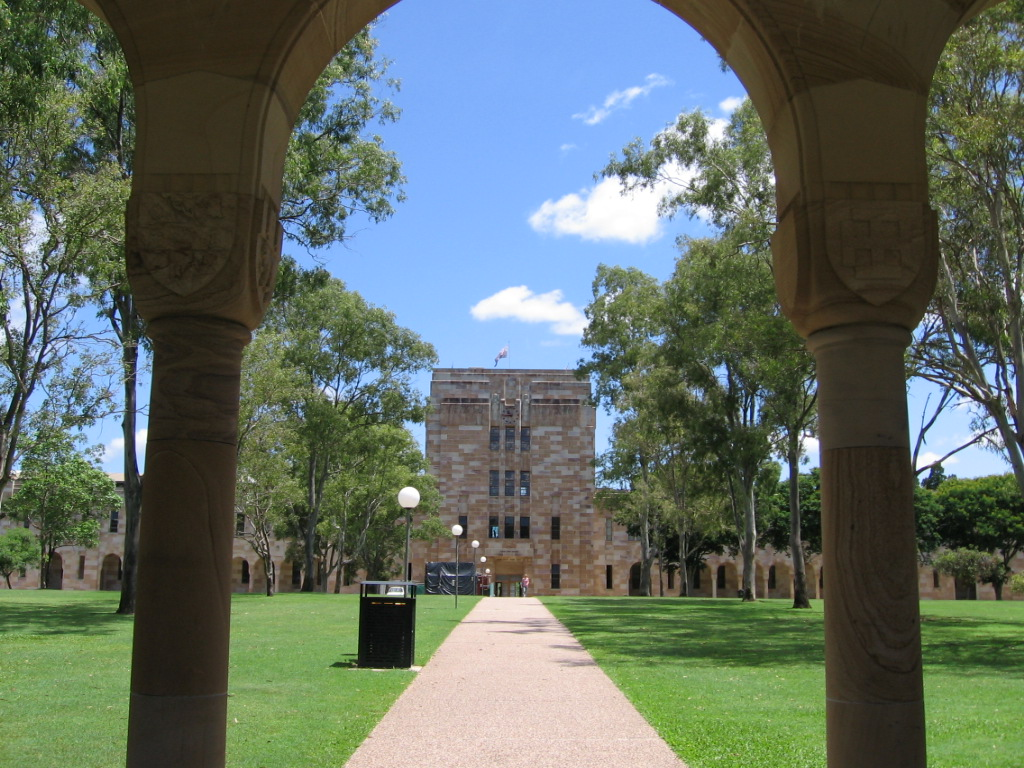
The Great Court, Đại học Queensland

Đại học Queensland được thành lập vào năm 1909, là đại học đầu tiên trong bang. Trường được chuyển đến St Lucia vào năm 1945, và đóng tại đó cho đến nay. Đại học Queensland nằm trong số 100 đại học hàng đầu trong một số bảng xếp hạng toàn cầu.
Đại học James Cook được thành lập vào năm 1970, trở thành cơ sở giáo dục bậc đại học đầu tiên tại miền bắc Queensland. Đại học Griffith được thành lập tại khu ngoại ô Nathan của Brisbane vào năm 1971. Đại học Bond University được thành lập vào năm 1989 với vị thế là một đại học phi lợi nhuận, nằm tại Robina thuộc Gold Coast. Tại khu kinh doanh trung tâm Brisbane tại Gardens Point có Đại học Công nghệ Queensland được khánh thành vào năm 1989.
Trong các thập niên sau đó, Đại học Central Queensland, Đại học Southern Queensland và Đại học Sunshine Coast được thành lập. Đại học Công giáo Úc cũng vận hành một khu trường sở tại Brisbane. Năm 1997, Trung tâm người Nguyên trú về nghệ thuật biểu diễn được thành lập vào năm 2010 Đại học Southern Cross mở một khu trường sở mới tại phần phía nam của Gold Coast.

## Thể thao
Queensland có đại diện trong tất cả các giải đấu thể thao toàn quốc và cũng tổ chức một số sự kiện thể thao quốc gia và quốc tế. Các môn thể thao đồng đội mùa đông và mùa hè phổ biến nhất là Rugby liên minh, Rugby liên hiệp và cricket. Loạt thi đấu Rugby liên minh thường niên mang tên State of Origin series là một sự kiện lớn của thể thao Queensland. Đội tuyển Rugby liên minh Brisbane Broncos là đội tuyển thành công nhất của bang trong các môn thể thao.